# Los niños del Brasil (novela)
Los niños del Brasil es una  novela de suspenso de 1976 del escritor estadounidense Ira Levin. Fue adaptada al cine en 1978 con el mismo título.

## Argumento
Yakov Liebermann es un cazanazis (basado libremente en Simon Wiesenthal) que dirige un centro en Viena que documenta crímenes contra la humanidad, perpetrados durante el Holocausto. El interés reducido de las naciones occidentales en el seguimiento de los delincuentes nazis, y el fracaso del banco donde mantuvo los fondos de su centro, lo ha obligado a trasladar el centro a su propio alojamiento.
Luego, en septiembre de 1974, Liebermann recibe una llamada telefónica de un joven en Brasil que afirma que acaba de terminar de grabar una reunión celebrada por el llamado «Ángel de la muerte», el Dr. Josef Mengele, un médico que realizó experimentos horribles en las víctimas de los campos de concentración durante Segunda Guerra Mundial. Según el joven, Mengele está activando los ODESSA para una tarea extraña: enviar a seis nazis (antiguos oficiales SS para matar a 94 hombres que viven en Europa occidental y en América del Norte, que comparten algunos rasgos comunes. Todos los hombres son funcionarios públicos, y todos deben ser asesinados en fechas particulares o cerca de ellas, repartidas durante varios años, y todos tendrán 65 años en el momento de su asesinato. Antes de que el joven pueda terminar la conversación, lo matan.
Liebermann duda y se pregunta si la llamada no fue una broma telefónica. Pero él investiga y descubre que los asesinatos del que habló el joven se están llevando a cabo. Mientras trata de determinar por qué los hombres aparentemente sin importancia están siendo asesinados, descubre por coincidencia que los hijos de dos de los hombres son idénticos. Finalmente se revela que cada uno de los 94 objetivos tiene un hijo de 13 años, un clon genético de Adolf Hitler plantado por Mengele y, a través de empleados corruptos de la agencia de adopción, colocados con familias que tienen vidas similares a la propia infancia de Hitler. Mengele desea crear un nuevo Führer para el movimiento nazi, y así está tratando de garantizar que las vidas de los clones sigan un camino similar a la de Hitler. Cada funcionario está casado con una mujer unos 23 años más joven, y su asesinato es un intento de imitar la muerte del propio padre de Hitler. Liebermann hace un progreso suficiente en su investigación como para que la ODESSA cancele la operación y retira a los seis soldados nazis enviados para matar a los hombres. Enfurecido, Mengele decide completar tantos asesinatos como pueda por su cuenta y viaja a los Estados Unidos.
Liebermann logra resolver quién es el próximo objetivo previsto, un hombre llamado Henry Wheelock que vive en Pennsylvania, y viaja allí para advertirle que su vida puede estar en peligro. Sin embargo, Mengele llega a Wheelock primero, lo mata y luego se encuentra con Liebermann. Mengele le dispara a Liebermann, aunque solo lo hiere y antes de que pueda matarlo, Liebermann logra liberar a los perros de ataque de la familia Wheelock, que contienen a Mengele. Cuando el hijo adoptivo de Wheelock de 13 años, Bobby Wheelock, uno de los clones de Hitler, llega a esta escena, Mengele le suplica que se una a él en sus planes y le cuenta al niño sobre su paternidad. El niño, considerando una locura, ordena a los perros de ataque de la familia que lo maten, y hace un trato con el herido Liebermann: pedirá ayuda de inmediato mientras Liebermann promete nunca revelar que el niño ordenó a los perros matar a Mengele. Por lo tanto, el plan se detiene, pero 18 clones de Hitler ya han perdido a sus padres.
Liebermann destruye la lista de los 94 clones para que un cazador nazi más joven no pueda matar los que aún pueden ser niños inofensivos, declarando que la moralidad exigía que no se rebajaran al nivel de los nazis matando niños. Sin embargo, el libro termina con uno de esos chicos clonados, un artista aficionado, dibujando una escena de alguien moviendo grandes cantidades de personas como lo había hecho Hitler.

## Críticas
The New York Times lo llamó una «trama terriblemente inventiva».
En una revisión de 2011 para The Guardian, Sophia Martelli escribió: «Aunque el libro ahora está bastante anticuado, en el momento de la publicación la inclusión de personajes reales o casi reales (la confrontación Mengele vs. Liebermann es una combinación de Simon Wiesenthal y Serge Klarsfeld, que intentaron capturar a Mengele en América del Sur) debe haber agregado una dimensión escalofriante. Lo que asusta hoy es la premisa de Levin basada en la ingeniería biológica: en la década de 1970, aunque científicamente posible, el plan de Mengele pertenecía firmemente a la ficción; ahora no es tan descabellado».
El libro se convirtió en un superventas.